# Söllheimer Bach
Der Söllheimer Bach ist ein 9,9 km langer Bachlauf im Bezirk Salzburg-Umgebung und in der Stadt Salzburg im Einzugsgebiet der Salzach.

## Geographie

### Verlauf
Die Quelle des Söllheimer Bachs befindet sich im östlichen Teil des Heubergs, südwestlich des Eugendorfer Berges in der Marktgemeinde Eugendorf. Zunächst wendet sich der Bach nach Norden, bis ins westliche Gebiet des Gemeindezentrum Eugendorfs. Von dort fließt der Bach westlich bis südwestlich entlang der Ischlerbahn-Trasse. Der Bach fließt vorbei an Pebering und Oberesch, wo er von links den Peberingerbach und den Ötzgraben aufnimmt. Bei Hallwang fließen der Schernbach und gleichzeitig von rechts der Haubernödbach und von links der Grabach  zu. Anschließend erreicht er den Hallwanger Ortsteil Mayrwies, wo ebenfalls von links der Braunwiesbach und der Mayrwiesbach zufließen. Obwohl der Bach den Namen der Ortschaft Söllheim trägt, durchfließt er diese nicht. Der Söllheimer Bach verläuft ins nordöstliche und nördliche Stadtgebiet von Salzburg. In der Siedlung Sam im Salzburger Stadtteil Langwied nimmt der Bach von links den Kamingraben auf und fließt danach einen südlichen Bogen um das Samer Mösl. Dort nimmt er den von rechts kommenden Schleiferbach auf. Nur 450 Meter nach der Einmündung des Schleiferbachs mündet der Söllheimer Bach im Nordwesten von Sam in den Alterbach.

### Zuflüsse
- Peberingerbach (links)
- Ötzgraben (links)
- Schernbach (rechts)
- Haubernödbach (rechts)
- Grabach (links)
- Braunwiesbach (links)
- Mayrwiesbach (links)
- Kamingraben (links)
- Schleiferbach (rechts)